# Буркина Фасо
Буркина Фасо (фр. Burkina Faso)  (понекад насловљена само као Буркина) је континентална држава у западној Африци. Она има површину од 274.200 km2 (105.900 sq mi) и граничи се са шест земаља: Малијем северу, Нигером на истоку, Бенином на југоистоку, Ганом и Тогом на југоистоку и Обалом Слоноваче на југозападу. Раније се звала Горња Волта, а садашњи назив добила је 4. августа 1984. године. Према процени Уједињених нација из јулу 2018. ова земља је имала 19.751.651 становника. Буркина Фасо je франкофонска земља, тако да је франсуски званични језик владе и привреде. Око 40% популације говори Моси језик. Престоница земље је Уагадугу.
Буркина Фасо је озбиљно погођена порастом исламистичког тероризма у Сахелу од средине 2010-их. Неколико милиција, делимично удружених са Исламском државом или Ал Каидом, делује у Буркини Фасо и преко границе у Малију и Нигеру. Више од милион од 21 милиона становника земље су интерно расељена лица. Војска Буркине Фасо је преузела власт у државном удару 23-24. јануара 2022. збацивши председника Роша Марка Кабореа. Дана 31. јануара, војна хунта је обновила устав и именовала Паул-Анрија Сандаога Дамибу за привременог председника, који је и сам збачен у другом државном удару 30. септембра и замењен војним капетаном Ибрахимом Траореом.
Буркина Фасо је једна од најнеразвијенијих земаља на свету, са БДП од 16,226 милијарди долара. Приближно 63,8 одсто становништва практикује ислам, док 26,3 одсто практикује хришћанство. Званични језик владе и пословања у земљи је раније био француски; Француски је свена на „радни језик“ предлогом закона из децембра 2023. који чека ратификацију од стране законодавне скупштине. Постоји 60 домородачких језика које је званично признала влада Буркинабеа, а најчешћи језик, моски, говори више од половине становништва. Земља има јаку културу и географски биоразноврсна, са обилним резервама злата, мангана, бакра и кречњака. Буркинабе уметност има богату и дугу историју, и глобално је позната по свом ортодоксном стилу. Државом се управља као полупредседничком републиком са извршним, законодавним и судским овлашћењима. Буркина Фасо је чланица Уједињених нација, Франкофоније и Организације исламске сарадње. Тренутно је суспендована из ECOWAS-а и Афричке уније.

## Име
До 1984. звала се Горња Волта по рекама Црној, Белој и Црвеној Волти (данас Mouhoun, Nakambé и Nazinon) које протичу кроз земљу. Садашње име на најзаступљенијим домаћим језицима Моси и Диоула значи „земља усправних људи“.

## Географија
Земља је природно подељена на северни и јужни део. Северни део је сачињен од пустиње, док јужни садржи обиље биљног покривача са шумама и воћкама. Већина централног дела државе се налази у савани, од 198 до 305 m висине изнад нивоа мора, који садржи релативно богату флору и фауну.

### Положај
Буркина Фасо је континентална земља која се граничи са шест држава. Налази се између Сахаре и Великог Гвинејског залива.

### Геологија и рељеф
Буркина Фасо је равна копнена земља, од којих је већина 200–400 m надморске висине. Запад је мало планински, највиша тачка у држави је Монт Тена, 749 m. Већина земљишта је слив реке Волте и три гране: Мухон (Црна Волта) 1.160 km, Накамбе (Бела Волта), Назион (Црвена Волта).

### Воде
Црна Волта и Комое су једине реке у држави које не пресушују током читаве године. Сливу реке Нигер припада 27% територије. Притоке Нигера: Бели, Горуол, Гудебо и Даргол теку од два до шест месеци годишње.
У земљи постоји велики број језера, од којих су највећа Тингрела, Бам и Дем. Суше су чест проблем, нарочито на северу земље.

### Клима
Буркина Фасо има примарно тропску климу са два веома изражена годишња доба. У кишној сезони, земља прима од 600 до 900 милиметара воде, док у сувој сезони дувају хармати, топли, суви ветрови из Сахаре. Кишна сезона траје око четири месеца, од маја/јуна до септембра, и краћа је у северном делу земље. Постоје три климатске сезоне: Сахел, Судан-Сахел и Судан-Гвинеја. Сахел на северу годишње прими мање од 600 милиметара воде од кише, а такође има изузетно високе температуре, од 5 до 47 °C.

## Историја
Као и целу западну Африку, Буркину Фасо су населили рано углавном скупови ловаца у северозападном делу земље, чији су алати (стругач, главе од стрела...) откривени 1973. године. Насеља настају између 3600. и 2600. п. н. е.

### Новија историја
Република Горња Волта је успостављена 11. децембра 1958. године као самоуправна колонија у оквиру Француске заједнице, а 5. августа 1960. је стекла потпуну независност, са Морисом Јамеогом као председником. Након протеста студената и синдиката, Јамеога је изгубио власт у државном удару из 1966. године, предвођеном Сангулом Ламизаном, који је постао председник. Његова владавина се подударала са Сахелском сушом и глађу, и суочен с проблемима утицаја традиционално моћних синдиката у земљи, он је био смењен у државном удару из 1980. године, који је предводио Саје Зербо. Поново суочавајући се са отпорима синдиката, Зербова влада је оборена у државном удару из 1982. године, који је предводио Жан-Батист Уедраого. Вођа љевичарске фракције Уедраогове владе, Тома Санкара, постао је премијер, али је нешто касније завршио у затвору. Напори да се он ослободи довели су до поновног државног удара из 1983. године, након чега је он постао председник. Санкара је преименовао земљу у Буркина Фасо и покренуо је амбициозни социо-економски програм који је укључивао националну кампању за остваривање писмености, аграрну реформу на селу, конструкцију железнице и путева, и успоставио законске регулација зе спречавање женског гениталног сакаћења, присилних бракова и полигамије. Санкара је збачен са власти и убијен у државном удару из 1987. године који је предводио Блез Компаоре. Погоршани односи са бившим колонизатором Француском и савезником Обалом Слоноваче били су наведени као разлог за државни удар.
Године 1987, Блез Компаоре је постао председник и након једног наводног покушаја државног удара из 1989. године, он је поново изабран 1991. и 1998. године. Изборе је бојкотовала опозиција и имали су веома мали одзив. То је био случај и са изборима из 2005. године. Он је остао шеф државе све док није био збачен са власти путем општег омладинског преврата 31. октобра 2014, након чега је прогнан у Обалу Слоноваче. Мишел Кафандо је затим постао прелазни председник земље. Дана 16. септембра 2015. је дошло до војног државног удара против Кафандове владе, који је спровео Пук председничког обезбеђења, бивша Компаорева председничка гарда. Дана 24. септембра 2015, под притиском Афричке уније, ECOWAS и оружаних снага, војна хунта је пристала да преда власт, и Мишел Кафандо је поново постављен за привременог председника. На општим изборима одржаним 29. новембра 2015, Рок Марк Кристијан Каборе је однео победу у првом кругу са 53,5% гласова и положио је заклетву као председник 29. децембра 2015.
Године 2018 ЦИА Светска чињенична књига даје овај преглед проблема са којима се суочава Буркина Фасо. „Земља је доживела терористичке нападе у свом главном граду 2016, 2017. и 2018. године и наставља да мобилизује ресурсе за борбу против терористичких претњи”. Године 2018. неколико влада је упозорило своје грађане да не путују у северни део ове земље и у неколико провинција у источном региону. ЦИА извештај исто тако наводи да „висок раст популације у Буркини Фасо, понављајуће суше, свеприсутна и трајна несигурност снабдевања храном и ограничени природни ресурси резултирају лошим економским проспектима за већину њених грађана.” Извештај је оптимистичан у неким аспектима, посебно у погледу активности које се спроводе уз помоћ Међународног монетарног фонда. „Нови трогодишњи ИМФ програм (2018—2020), одобрен 2018. године, омогућиће влади да умањи буџетски дефицит и очува критичну потрошњу на друштвене услуге и приоритетне јавне инвестиције.”

## Становништво
Становништво Буркине Фасо се дели на десет етничких група. Скоро половину чине Моси, затим Манде, Фулани, Бобо и други. Урбана популација је мала (око 15%), а највећи градови су Уагадугу са 1.626.950 становника и Бобо-Диуласо са 537.728 (подаци из 2012).
Стопа плодноси износи 5,93 деце према подацима из 2014, што је на шестом месту у свету. Нажалост, ропство је и даље често, а најчешће жртве су деца. Према процени из 2018, око 82.000 људи је у ропском положају у Буркини Фасо.
Просечан животни век траје 60 година за жене и 61 годину за мушкарце. Смртност код новорођенчади зноси 76 на 1000 новорођенчади. Просечан становник Буркине Фасо има само 17 година према подацима из 2014, док је стопа раста 3,05%.
Најзаступљенији језици, према попису из 2006, су: моси (40,5%), фула (9,3%), гурманчема (6,1%), бамбара (4,9%), биса (3,2%), док 36% становништва говори остале језике.
Најзаступљенија религија је ислам ,коју практикује 63,8% становништва. Већина становништва су сунити, са шиитском мањином. 26,3% становништва су хришћани (20,1% католици и 6,1% протестанти). 9% становништва практикује традиционалне религије, 0,2% друге религије, док 0,7% не практикује ниједну религију.

## Административна подела
Држава се дели на 13 региона. Региони се деле на 45 провинција и 301 департман.

## Привреда
Буркина Фасо је међу најсиромашнијим земљама света. Велик број становника Буркине Фасо био је запослен у њеним јужним суседима, посебно у Обали Слоноваче, али је њихова присутност допринела политичкој нестабилности крајем деведесетих. Привреда се темељи на извозу памука. БДП је у 2004. био око 1.100 долара по становнику.

## Спорт
Прву медаљу за Буркину Фасо на Олимпијским играма је освојиo такмичар у атлетици Уг Фабрис Занго. Стигао је до бронзане медаље у Токију 2020. године у дисциплини троскок.